# Lubomír Zajíček
Lubomír Zajíček (Brno, 1946. február 15. – Brno, 2013. május 14.) olimpiai bronzérmes csehszlovák válogatott cseh röplabdázó.

## Pályafutása
Az 1968-as mexikóvárosi olimpián bronzérmet szerzett válogatott tagja volt. Két mérkőzésen szerepelt a tornán. Az 1971-es olaszországi Európa-bajnokságon ezüstérmes, az 1972-es müncheni olimpián hatodik lett a csapattal.

## Sikerei, díjai
- Olimpiai játékok
  - bronzérmes: 1968, Mexikóváros
- Európa-bajnokság
  - ezüstérmes: 1971, Olaszország